# Art Evans

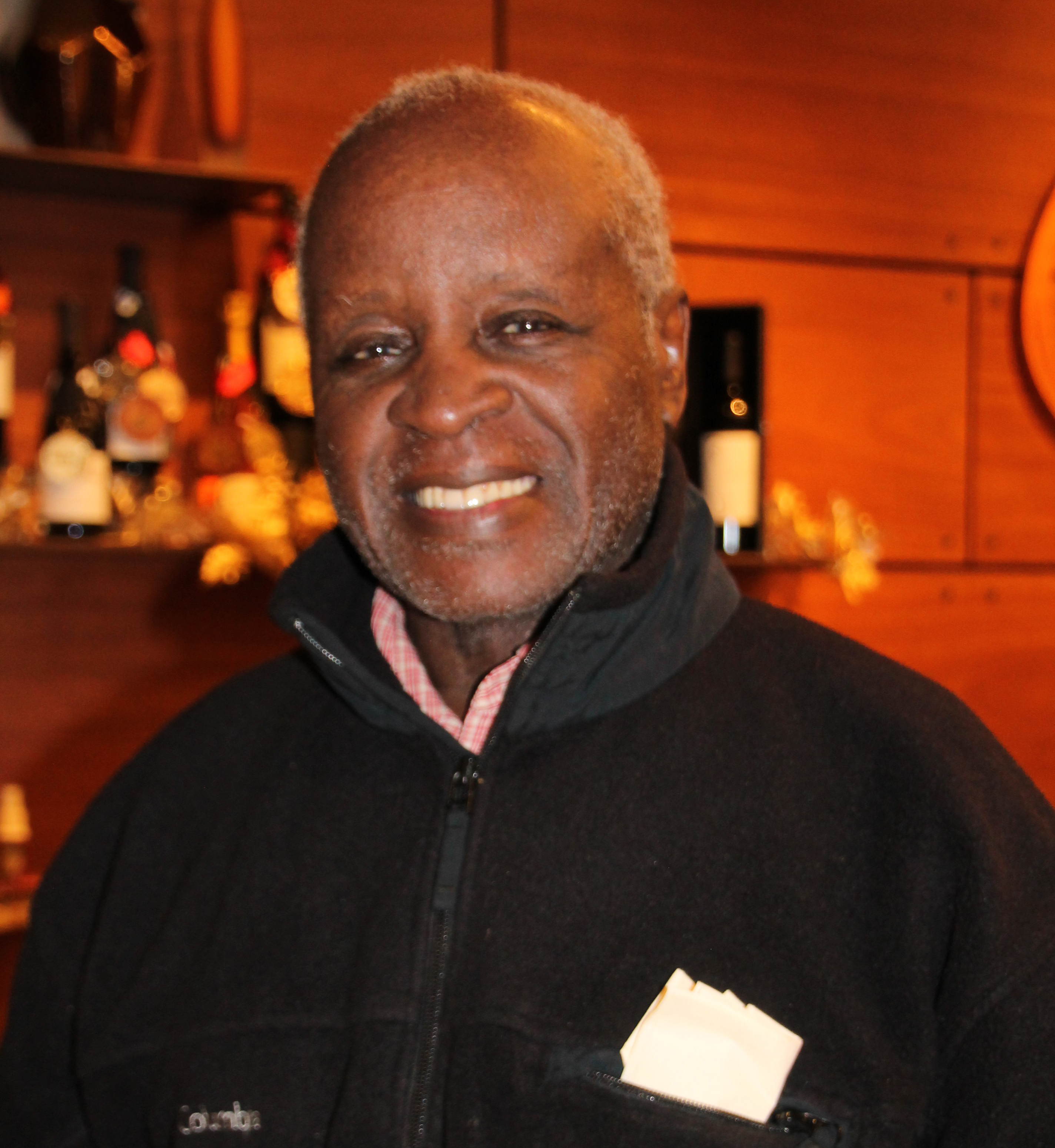
Art Evans, 2019

Arthur James „Art“ Evans (* 27. März 1942 in Berkeley, Kalifornien; † 21. Dezember 2024) war ein US-amerikanischer Film- und Fernsehschauspieler.

## Leben
Art Evans begann seine Schauspielkarriere in den 1960er Jahren am Theater in Los Angeles. In den 1970ern und Anfang der 1980er Jahre hatte er erste kleinere Auftritte in verschiedenen Filmen und Episoden von Fernsehserien wie beispielsweise MASH und Polizeirevier Hill Street.
1985 war er in der Horrorkomödie Fright Night als Detective Lennox zu sehen. Eine seiner weiteren bekannten Rollen ist die des Chefingenieurs Leslie Barnes im Actionklassiker Stirb langsam 2 aus dem Jahr 1990, wo er neben Bruce Willis spielte. 1986 trat er zudem im Musikvideo Go Home von Stevie Wonder auf. Eine Gastrolle spielte Art Evans im Jahr 2000 in Staffel 7, Folge 20 der US-amerikanischen Serie Akte X – Die unheimlichen Fälle des FBI.
Er war in mehr als 110 Film- und Fernsehproduktionen zu sehen. Im Dezember 2024 starb Art Evans im Alter von 82 Jahren.

## Filmografie (Auswahl)
- 1972: Die Schwestern des Bösen (Sisters)
- 1974: Claudine
- 1974: Ein Mann sieht rot (Death Wish)
- 1974: Amazing Grace
- 1975: The Orphan and the Dude (Fernsehfilm)
- 1976: Leadbelly
- 1976: Make-up und Pistolen (Police Woman, Fernsehserie, Folge 3x02)
- 1977: Das Geld liegt auf der Straße (Fun with Dick and Jane)
- 1977: Minstrel Man (Fernsehfilm)
- 1977: Roosevelt and Truman (Fernsehfilm)
- 1977: Big Time
- 1978: King (Miniserie)
- 1978: Youngblood
- 1979: Some Kind of Miracle (Fernsehfilm)
- 1979: Völlig durchgedreht (The Cracker Factory, Fernsehfilm)
- 1979: Zwei in Teufels Küche (The In-Laws)
- 1979: Was, du willst nicht? (The Main Event)
- 1979: Die Rückkehr der Semmelknödelbande (The Apple Dumpling Gang Rides Again)
- 1979: M*A*S*H (Fernsehserie, Folge 8x08)
- 1980: Ene Mene Mu und Präsident bist du (First Family)
- 1981–1984: Polizeirevier Hill Street (Hill Street Blues, Fernsehserie, 3 Folgen)
- 1982: Weltkrieg III (World War III, Miniserie)
- 1982: Flammen am Horizont (Wrong Is Right)
- 1982: Ich glaub’ mein Straps funkt SOS (National Lampoon’s Class Reunion)
- 1983: Ein Colt für alle Fälle (The Fall Guy, Fernsehserie, Folge 3x02)
- 1983: Christine
- 1984: The Seduction of Gina (Fernsehfilm)
- 1984: Sergeant Waters – Eine Soldatengeschichte (A Soldier’s Story)
- 1985: Love-Fighters (Tuff Turf)
- 1985: Kopfüber in die Nacht (Into the Night)
- 1985: Die Verführung (Seduced, Fernsehfilm)
- 1985: Die rabenschwarze Nacht – Fright Night (Fright Night)
- 1986: Jo Jo Dancer – Dein Leben ruft (Jo Jo Dancer, Your Life Is Calling)
- 1986: Schon verdammt lange her (Long Time Gone, Fernsehfilm)
- 1986: Die unglaubliche Entführung der verrückten Mrs. Stone (Ruthless People)
- 1986: Native Son – Im Namen der Gerechtigkeit (Native Son)
- 1986–1988: 9 To 5 (Fernsehserie, 12 Folgen)
- 1987: Das Auge des Killers (White of the Eye)
- 1988: School Daze
- 1989: Big Bad Man (The Mighty Quinn)
- 1990: In der Hitze der Nacht (In the Heat of the Night, Fernsehserie, Folge 3x10)
- 1990: Downtown
- 1990: Stirb langsam 2 (Die Hard 2)
- 1990: Mom
- 1990, 1991: College Fieber (A Different World, Fernsehserie, 2 Folgen)
- 1991: Der Nachtfalke (Midnight Caller, Fernsehserie, Folge 3x19)
- 1991: Revenge of the Nerds (Fernsehfilm)
- 1992: Verrückt nach dir (Mad About You, Fernsehserie, 2 Folgen)
- 1992: L.A. Ripper (The Finishing Touch)
- 1992: Trespass
- 1993: CB4 – Die Rapper aus L.A. (CB4)
- 1993: Blutige Ernte (Bitter Harvest)
- 1994: Alle unter einem Dach (Family Matters, Fernsehserie, Folge 6x11)
- 1995: Mr. Payback: An Interactive Movie
- 1995: Tales from the Hood
- 1995: Durchgeknallt und auf der Flucht (Bushwhacked)
- 1996: Great White Hype – Eine K.O.Mödie (The Great White Hype)
- 1996: Walker, Texas Ranger (Fernsehserie, Folge 5x03)
- 1997: Metro – Verhandeln ist reine Nervensache (Metro)
- 1997: L.A. Heat (Fernsehserie, Folge 1x12)
- 1998: X-Factor: Das Unfassbare (Beyond Belief, Fernsehserie, Folge 2x07)
- 1998: Mit dem Rücken an der Wand (Always Outnumbered, Fernsehfilm)
- 1999: The Breaks
- 1999: An deiner Seite (The Story of Us)
- 2000: Akte X – Die unheimlichen Fälle des FBI (The X-Files, Fernsehserie, Folge 7x20)
- 2000: The Cheapest Movie Ever Made
- 2001: Deadly Rhapsody
- 2001: So Little Time (Fernsehserie, Folge 1x06)
- 2001: Boys Klub
- 2002: Interstate 60
- 2003: Die Redneck Familie (The Watermelon Heist)
- 2004: Never Die Alone
- 2004: Gas
- 2006: Monk (Fernsehserie, Folge 5x04)
- 2007: Alle hassen Chris (Everybody Hates Chris, Fernsehserie, Folge 2x13)
- 2007: Young Cesar
- 2007, 2009: Lincoln Heights (Fernsehserie, 2 Folgen)
- 2008: Shades of Ray
- 2010: Machete Joe
- 2010: The Sarah Silverman Program. (Fernsehserie, Folge 3x04)
- 2010: House Under Siege
- 2010: Church
- 2010: Anderson’s Cross
- 2011: Last Man Standing (Fernsehserie, Folge 1x03)
- 2012: We Are Family (Fernsehfilm)
- 2013: iSteve
- 2013: Gemini Rising
- 2017: Beauty and the Baller (Fernsehserie, 3 Folgen)
- 2018: Orphaned
- 2019: A House Divided (Fernsehserie, 3 Folgen)
- 2022–2023: Die Prouds – Lauter und Trauter (The Proud Family: Louder and Prouder, Fernsehserie, Stimme, 2 Folgen)